# Бен-Салим, Кадор
Кадор Бен-Салим (Кадор Бен Саиб) — сенегальский акробат-прыгун и боксёр. Известен своими ролями в советском кино 1920-х — начала 1930-х годов. Был первым советским темнокожим киноактёром.

## Биография
Кадор Бен-Салим был родом из Сенегала. Работал матросом в Марокко, выступал в труппе уличных артистов в качестве акробата-прыгуна. В 1912 году после гастролей по Европе приехал в Россию в составе труппы марокканских прыгунов под руководством Мулай Саида. Принимал участие в Гражданской войне на стороне РККА. В начале 1920-х годов переехал в Тифлис (ныне Тбилиси, Грузия). Там он выступал в цирке как боксёр под псевдонимом «Том Джексон».
В 1922 году вышла имевшая большой успех приключенческая повесть Павла Бляхина «Красные дьяволята» о приключениях ребят на фоне Гражданской войны. Вскоре известный режиссёр Иван Перестиани, работавший в «Госкинпроме Грузии», решил её экранизировать. По сценарию в фильме «Красные дьяволята» предполагалось множество трюков, и поэтому актёры дореволюционного кино для него не годились. Тогда авторы решили взять на роли главных героев артистов Тифлисского цирка. Согласно книге, одним из «дьяволят» был китаец Ю-Ю. Но поскольку подходящего китайца найти не удалось, персонажа заменили на чернокожего парня Тома Джексона, на роль которого взяли Кадора Бен-Салима. Он стал первым темнокожим актёром, появившимся на советском киноэкране. Сложные трюки он исполнял самостоятельно. Фильм «Красные дьяволята» имел огромный успех, и Перестиани снял к нему четыре продолжения: «Савур-могила», «Преступление княжны Ширванской», «Наказание княжны Ширванской» и «Иллан Дилли». Они были значительно менее успешными.
Популярность Кадора Бен-Салима была очень высока. Его фотографии публиковались на обложке одного из самых читаемых в стране журналов «Советский экран». С 1926 по 1932 год Бен-Салим снялся ещё в трёх фильмах в разных городах страны. Съемки комедийного фильма «Рейс мистера Ллойда» проходили в Москве, драма «Чёрная кожа» снималась на Украине. Последним в кинокарьере Кадора Бен-Салима стал звуковой фильм «Возвращение Нейтана Беккера», съёмки которого проходили в Белорусской ССР.
После этого Кадор Бен-Салим вернулся на арену цирка, жил в Тбилиси, выступал с гастролями по стране. Известно, что затем он находился в Средней Азии, но дальнейшие достоверные сведения о его биографии отсутствуют. По одним слухам, он уехал из Средней Азии за границу, по другим — жил где-то под Ташкентом.

## Память
В 1929 году скульптор Н. К. Вентцель выполнила гипсовый портрет Кадора Бен-Салима (в каталогах он упоминается под названием «Негр»). Изначально он задумывался как знаменосец в многофигурной группе «Под знаменем Коминтерна». Оригинальный бюст находился в музее Харькова и был утрачен во время Великой Отечественной войны. Копия хранилась в мастерской Н. К. Вентцель, ныне находится у её родственников.

## Фильмография
- 1923 — Красные дьяволята — Том Джексон
- 1926 — Савур-могила — Том Джексон
- 1926 — Преступление княжны Ширванской — Том Джексон
- 1926 — Наказание княжны Ширванской — Том Джексон
- 1926 — Иллан Дилли — Том Джексон
- 1927 — Рейс мистера Ллойда — лакей мистера Ллойда
- 1931 — Чёрная кожа — Том
- 1932 — Возвращение Нейтана Беккера — Джим